# Hazelton (Idaho)
Hazelton és una població dels Estats Units a l'estat d'Idaho. Segons el cens del 2000 tenia 687 habitants.

## Demografia
Segons el cens del 2000, Hazelton tenia 687 habitants, 238 habitatges, i 172 famílies. La densitat de població era de 803,8 habitants/km².
Dels 238 habitatges en un 41,2% hi vivien nens de menys de 18 anys, en un 58,8% hi vivien parelles casades, en un 9,2% dones solteres, i en un 27,7% no eren unitats familiars. En el 23,9% dels habitatges hi vivien persones soles el 15,5% de les quals corresponia a persones de 65 anys o més que vivien soles. El nombre mitjà de persones vivint en cada habitatge era de 2,89 i el nombre mitjà de persones que vivien en cada família era de 3,53.
Per edats la població es repartia de la següent manera: un 34,2% tenia menys de 18 anys, un 8,3% entre 18 i 24, un 25,6% entre 25 i 44, un 17,2% de 45 a 60 i un 14,7% 65 anys o més.
L'edat mediana era de 32 anys. Per cada 100 dones de 18 o més anys hi havia 100 homes.
La renda mediana per habitatge era de 22.596 $ i la renda mediana per família de 30.000 $. Els homes tenien una renda mediana de 30.132 $ mentre que les dones 18.125 $. La renda per capita de la població era de 10.215 $. Aproximadament el 24,1% de les famílies i el 29,5% de la població estaven per davall del llindar de pobresa.

## Poblacions més properes
El següent diagrama mostra les poblacions més properes.